# Spirostreptus pictus
Spirostreptus pictus är en mångfotingart som beskrevs av Karsch 1879. Spirostreptus pictus ingår i släktet Spirostreptus och familjen Spirostreptidae. Inga underarter finns listade i Catalogue of Life.